# Telefon
Telefon (iz grčkog: tele = udaljen i fon = glas) je uređaj za komunikaciju na daljinu, koji se koristi tako što prima i prenosi zvuk (uglavnom ljudski glas) s jednog mjesta na drugo i obratno. Većina telefona radi tako što prenosi električni signal preko složenog sustava telefonskih mreža koji omogućuje komunikaciju bilo kojeg korisnika telefona sa skoro bilo kojim drugim.
Riječ telefon prvi put upotrijebio je Johann Philipp Reis 1861. godine kako bi opisao svoj aparat za prijenos govora električnim putem.

## Uvod
Postoje tri osnovna načina kojima se neki korisnik telefona povezuje na telefonsku mrežu: tradicionalni (fiksni telefon), koji je povezan kabelima s jednom određenom fizičkom lokacijom; bežični i radio telefoni, koji koriste ili analogne ili digitalne signale; satelitski telefoni, koji koriste telekomunikacijske satelite; i VoIP veze (iz engleskog Voice over IP što znači "glas preko Internet protokola") koje se koriste internetskom vezom. Između krajnjih korisnika, povezivanje se može ostvariti preko optičkog vlakna, mikrovalova, satelitske veze ili kombinacijom istih.
Donedavno, kad bi se reklo telefon, uglavnom bi se mislilo na fiksni telefon. Bežični i mobilni telefoni sad su ustaljeni širom svijeta, pri čemu se od mobilnih telefona čak očekuje da na kraju potpuno zamijene "tradicionalne", fiksne telefone. Za razliku od mobilnih telefona, bežični se uglavnom smatraju "fiksnim" telefonima, jer imaju domet uglavnom od nekoliko metara ili nekoliko desetaka metara i uglavnom se povezuju na baznu stanicu koja je potom povezana kabelima na fiksnu telefoniju.

## Povijest
Ostaje nerazjašnjeno tko je izumio prvi telefon, jer su Antonio Meucci,  Johann Philipp Reis, Alexander Graham Bell i ostali - svi kandidati za ovu titulu. Važno je zapamtiti da ne postoji nešto poput "jedinstvenog izumitelja telefona". Stanje telefonije kakvo imamo danas je rezultat rada mnogih ruku, od kojih je svaka pomoć bila vrlo vrijedna.
1875. godine, dok je Alexander Graham Bell radio eksperiment na telegrafskim porukama, njegov pomoćnik je slučajno dirnuo čeličnu oprugu koja je proizvela zvonki zvuk. Bell je čuo taj zvuk u drugoj sobi i odmah dotrčao govoreći:"Ne dirajte ništa! Recite mi što ste upravo uradili?" Tada je otkrio da čelična žica trepereći nad magnetom proizvodi promjenljivu struju. Već sutra je napravljen prvi telefon. Prva telefonska linija vodila je s krova zgrade na dva kata niže. Prva rečenica izgovorena preko telefona bila je: "Gospodine Watsone, dođite! Potrebni ste mi!"

## Bežični telefoni
Bežične telefone prvi je izumio Terry Pool 1965. godine. Oni se sastoje od bazne stanice koja je kabelima spojena s fiksnom telefonijom. To korisnicima dozvoljava da nose slušalicu bez bazne stanice, u okviru dosega ove bazne stanice. Baznim stanicama je potrebna električna energija da bi komunicirale s prijenosnom slušalicom, tako da bežični telefoni u principu ne funkcioniraju pri nestanku struje. Bežični telefoni su u početku koristili frekvenciju od 1,7 MHz za komunikaciju baze sa slušalicom. Da bi se poboljšala kvaliteta i nadišli problemi ograničenosti dosega, ovo je kasnije promijenjeno tako da se koristi FM i digitalni prijenos na višim frekvencijama (49 MHz, 900 MHz, 1,9 GHz, 2,4 GHz i 5,8 GHz). Telefoni koji rade na frekvenciji od 2,4 GHz se često miješaju s određenim bežičnim mrežnim protokolima (802.11b/g) jer koriste istu frekvenciju. Danas je doseg bežičnih telefona obično par stotina metara.